# Garfield: Winter's Tail
Garfield: Winter's Tailは、ジム・デイビスのコミックストリップ『ガーフィールド』を原作とするビデオゲームの4作目である。
これは1989年にAmiga、Amstrad CPC、Atari ST、コモドール64、およびZX Spectrum用にリリースされた。